# 4081 Tippett
4081 Tippett è un asteroide della fascia principale. Scoperto nel 1983, presenta un'orbita caratterizzata da un semiasse maggiore pari a 2,3794381 au e da un'eccentricità di 0,0915985, inclinata di 1,79744° rispetto all'eclittica.
L'asteroide è dedicato al compositore britannico Michael Tippett.